# Верхошанский, Юрий Витальевич
Юрий Витальевич Верхошанский (21 января 1928, Бежица — 23 июня 2010, Рим) — профессор, доктор педагогических наук, автор «ударного метода» в силовых тренировках. Оказал огромное влияние на подготовку спортсменов во многих видах спорта: тяжёлой атлетике, многих дисциплинах лёгкой атлетики, гребле и лыжных гонках, скоростном беге на коньках.

## Биография
В 1948 году он стал студентом Государственного центрального института физической культуры.
В 1953 году в газете «Советский спорт» была опубликована его первая методическая статья «Наш опыт», посвящённая особенностям организации зимних тренировок легкоатлетов.
В 1954 году в журнале «Теория и практика физической культуры» была опубликована статья Верхошанского «Анализ спортивной техники лучших советских прыгунов тройным прыжком» — шесть кинограмм выполнения тройного прыжка финалистами первенства СССР с подробным анализом их техники. Первая книга «Тройной прыжок» была опубликована в 1961 году.
В 1972 году приглашен на кафедру «Теории и методики физического воспитания и спортивной тренировки».
В 1984 году Верхошанский перешёл на должность профессора кафедры тяжёлой атлетики. В 1980-е годы его внимание привлекла проблема выносливости в спорте, и он разработал оригинальную концепцию её развития, принципиально отличную от традиционной и базирующуюся на физиологии адаптации.
В 1993 году перешёл на работу во Всесоюзный научно-исследовательский институт физической культуры и спорта на должность руководителя отдела «Теории и методологии спортивной тренировки».
В это время Верхошанский занимается адаптацией организма к условиям напряжённой мышечной деятельности. Вместе с известным эндокринологом, эстонским учёным Атко Виру была написана статья об адаптации как основе процесса становления спортивного мастерства. По инициативе Олимпийского комитета Италии они с Виру были приглашены для работы в Рим. Француз Жиль Кометти, в середине 80-х посетивший Москву и имевший подробную беседу с Верхошанским, описал его «блоковую систему» в своей ставшей очень популярной во всей Европе книге. Известный немецкий специалист в области методологии тренировки Петер Чине в своей статье «Приоритет биологического аспекта в теории тренировки»" привёл обширные цитаты из работ Верхошанского с оригинальными иллюстрациями и графиками автора в качестве обоснования необходимости разработки новой концепции теории спортивной тренировки.
В 1998 году написана ставшая скандально знаменитой статья «На пути к научной теории и методологии спортивной тренировки». Когда Верхошанский приехал в Италию, его познакомили со старшим тренером Национальной сборной команды в гребле на байдарках и каноэ Оресто Перри, который уже несколько лет использовал его методологические концепции. На Олимпийских играх в Атланте в 1996 году они помогли команде Италии завоевать 6 медалей — 3 золотые, 2 серебряные и 1 бронзовую.
Был женат на метательнице диска Елизавете Багрянцевой.
Последние 15 лет жизни Верхошанский провёл в Италии.

## Избранные труды
Источник информации — электронный каталог РНБ:
1. Вегетативные системы обеспечения мышечной деятельности тяжелоатлета: Лекция для слушателей высш. шк. тренеров ГЦОЛИФКа / Гос. центр. ин-т физ. культуры. — М.: ГЦОЛИФК, 1989. — 23 с. — 250 экз.
2. Влияние силовых нагрузок на организм в процессе его возрастного развития: Лекция для студентов ГЦОЛИФКа. — М.: ГЦОЛИФК, 1989. — 22 с. — 300 экз.
3. Программирование тренировочных нагрузок по СФП высококвалифицированных хоккеистов в подготовительном периоде: (Метод. рекомендации) / Гос. ком. СССР по физ. культуре и спорту. Упр. футбола и хоккея. ВНИИ физ. культуры; [Разраб. Ю. В. Верхошанский и др.]. — М.: Отд. исслед. орг.- метод. пробл. НИД ВНИИФК, 1989. — 49 с. — 330 экз.
4. Программирование тренировочных нагрузок по СФП хоккеистов на этапе непосредственной подготовки: (На прим. подгот. молодеж. сборной СССР к чемпионату мира 1988 г.): (Метод. рекомендации) / ВНИИ физ. культуры; [Разраб. и подгот. Ю. В. Верхошанский и др.]. — М.: Б. и., 1989. — 55 с. — 330 экз.
5. Основы специальной физической подготовки спортсменов. — М.: Физкультура и спорт, 1988. — 330 с. — (Наука — спорту. Основы тренировки). — 25000 экз.
6. Тяжелая атлетика и методика преподавания: [Учеб. для пед. фак. ин-тов физ. культуры / Ю. В. Верхошанский, Ю. В. Дуганов, Ю. И. Зайцев и др.]; Под общ. ред. А. С. Медведева. — М.: Физкультура и спорт, 1986. — 110 с. — 14500 экз.
7. Программирование и организация тренировочного процесса. — М.: Физкультура и спорт, 1985. — 176 с. — (Наука — спорту. Основы тренировки). — 15000 экз.
8. Совершенствование системы управления подготовкой спортсменов высшей квалификации. Принципы построения тренировки в годичном цикле : Сб. науч. тр. / Гос. центр. ин-т физ. культуры; [Науч. ред. Ю. В. Верхошанский]. — М.: ГЦОЛИФК, 1980. — 139 с. — 500 экз.
9. Ударный метод развития взрывной силы мышц в подготовке тяжелоатлетов высокой квалификации: Науч. информ. / [Подгот. проф. Ю. В. Верхошанским, В. Н. Денискиным]. — Москва: ГЦОЛИФК, 1978. — 19 с. В надзаг.: Гос. центр. ин-т физ. культуры. Пробл. н.-и. лаб. программирования тренировки и физиологии спорт. работоспособности. — ДСП. Экз. № 8. — 300 экз.
10. Основы специальной силовой подготовки в спорте / Ю. В. Верхошанский. — 2-е изд., перераб. и доп. — Москва: Физкультура и спорт, 1977. — 215 с. — (Наука спорту). — 30000 экз.